# Profil logarithmique des vitesses

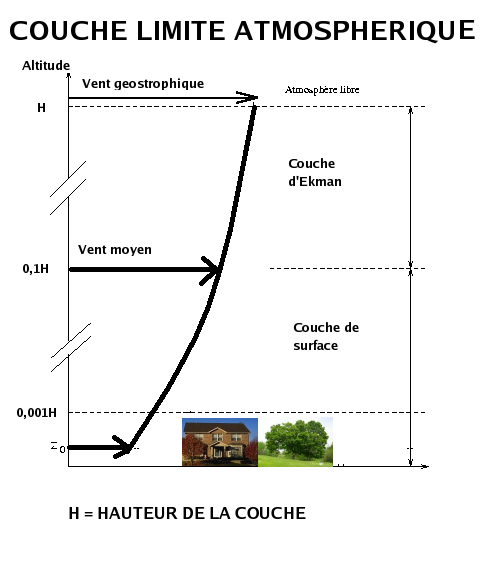
Représentation de la couche limite atmosphérique.

Le profil logarithmique de la vitesse du vent est une relation semi-empirique souvent utilisée pour représenter la distribution verticale de la vitesse moyenne du vent dans la zone inférieure de la couche limite.  Cette loi est largement diffusée dans la littérature spécialisée.
La loi logarithmique se limite en général aux 100 premiers mètres de l'atmosphère (i.e. la sous-couche de surface de la couche limite). Le reste de l'atmosphère est composée de partie restante de la couche limite (jusqu'à environ 1 000 m) et de la troposphère (ou atmosphère libre). Dans l'atmosphère libre, le vent géostrophique devrait être considéré.

## Définition
L'équation exprimant le vent moyen u en fonction de la hauteur z au-dessus du sol est la suivante :
{\displaystyle u_{z}={\frac {u_{*}}{\kappa }}\left[\ln \left({\frac {z-d}{z_{0}}}\right)+\psi (z,z_{0},L)\right]}
Où :
- {\displaystyle u_{*}} est la vitesse de friction (m s−1)
- {\displaystyle \kappa } est la constante de von Kármán (~0.41)
- {\displaystyle d} est le plan de vitesse nulle
- {\displaystyle z_{0}} est un coefficient appelé longueur de rugosité[3]
- {\displaystyle \psi } est un terme exprimant la stabilité et L est la longueur de Monin-Obukhov.

N.B. : Lorsque la stabilité atmosphérique est neutre, z/L = 0 et {\displaystyle \psi } s’annule.
Cette équation est valide si les hypothèses suivantes sont remplies : le déplacement se fait dans une seule direction (unidimensionnel), la force de Coriolis est négligeable, la contrainte de cisaillement et le gradient de pression atmosphérique sont indépendants de la hauteur, la force de pression est négligeable par rapport à celle de la viscosité et finalement, la longueur de mélange avec l'environnement dépend du fluide et de kz (distance à la frontière).
Le plan de vitesse nulle ({\displaystyle d}) est la hauteur en mètres au-dessus du sol à laquelle le vent a une vitesse nulle due à des obstacles comme des arbres ou des bâtiments. Elle est en général approximativement égale aux ⅔ de la hauteur des obstacles. Ainsi, si les arbres ont une hauteur de 30 mètres, alors {\displaystyle d\approx 20} m.
La longueur de rugosité z0 est un coefficient correcteur pour tenir compte des irrégularités de la surface. Elle est en général comprise entre 0,1 et 0,03 fois la hauteur moyenne des rugosités au sol. Ainsi, au-dessus d'une masse d'eau dormante, on aura {\displaystyle z_{0}\approx 0,0002m}. Au-dessus de la mer, la longueur de rugosité est donnée par la relation de Charnock :
{\displaystyle z_{0}=0,015\times {u_{*}^{2} \over g}}
où g est l'accélération de la gravité.

### Valeur caractéristiques
Au dessus d'une prairie, on aura  {\displaystyle z_{0}\approx 0,03m}, au-dessus d'un champ de cultivé 0,1-0,25 m et au-dessus d'un maquis ou d'une forêt, on aura 0,5-1 m. Des valeurs de {\displaystyle z_{0}\gg 1} sont rares et n'apparaissent qu'au-dessus d'un terrain très accidenté. 

### Limites
La loi logarithmique de la vitesse du vent est considérée comme étant plus correcte que la loi en puissance de la vitesse du vent dans les 10 à 20 mètres inférieurs de la couche limite atmosphérique. Entre 20 et 100 mètres, chacun des modèles donne des valeurs raisonnables de la vitesse du vent lorsque la stabilité de l'atmosphère est neutre. Au-dessus de 100 mètres jusqu'au sommet de la couche limite, la loi en puissance est plus précise (pour une atmosphère de stabilité neutre).
L'hypothèse que la stabilité atmosphérique est neutre est acceptable lorsque le vent moyen à 10 m de hauteur dépasse 10 m/s : le mélange par turbulence l'emporte sur l'instabilité de l'atmosphère.

## Applications
Les modèles logarithmiques sont largement utilisés dans l'étude de la dispersion des polluants atmosphériques.